# 布洛扎克
布洛扎克（法語：Blauzac，法語發音：[blozak]）是法国加尔省的一个市镇，位于该省中部，属于尼姆区。

## 地理
布洛扎克（43°57'48"N, 4°22'8"E）面积15.9 平方千米，位于法国奧克西塔尼大區加尔省，该省份为法国南部沿海省份，南端濒地中海，北起顺时针与阿尔代什省、沃克吕兹省、罗讷河口省、埃罗省、阿韦龙省和洛泽尔省接壤。
与布洛扎克接壤的市镇（或旧市镇、城区）包括：阿尔帕亚格和欧雷亚克、布尔迪克、圣阿娜斯塔西、萨尼亚克-萨格列斯、于泽斯。

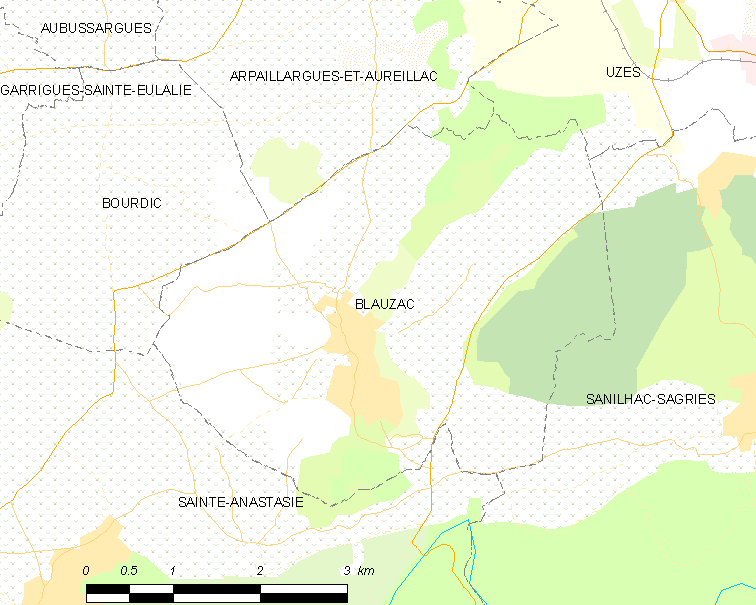
布洛扎克的OSM定位图

布洛扎克的时区为UTC+01:00、UTC+02:00（夏令时）。

## 行政
布洛扎克的邮政编码为30700，INSEE市镇编码为30041。

## 政治
布洛扎克所属的省级选区为于泽斯县。

## 人口

1962-2008年间布洛扎克人口变化图示

布洛扎克于2022年1月1日时的人口数量为1228人。